# Il calderone nero
Il calderone nero (The Black Cauldron) è un romanzo fantasy per ragazzi, il secondo della saga de Le cronache di Prydain, scritta dallo statunitense Lloyd Alexander. Pubblicato nel 1965, è preceduto da Il libro dei tre e seguito da Il castello di Llyr. Ad esso e al Il Libro dei Tre è liberamente ispirato il film d'animazione Disney del 1985 Taron e la pentola magica.

## Trama
Dopo gli eventi narrati in Il Libro dei Tre, Gwydion, figlio del Sommo Re Math, organizza un'assemblea a Caer Dallben, per rispondere alla minaccia di Arawn Signore della Morte. Quest'ultimo infatti si trova in possesso di un grosso calderone stregato, nel quale getta cadaveri di uomini, i quali vengono così animati e si pongono al suo servizio, formando un esercito immortale. Arawn, che in passato si è accontentato di trafugare i sepolcri, adesso ha iniziato a rapire e uccidere uomini più giovani, per potenziare più in fretta il suo esercito. Il piano suggerito da Gwydion è sferrare un attacco ad Annuvin, il regno di Arawn, che funga da diversivo, mentre un gruppetto di campioni scelti si introdurrà di soppiatto nella fortezza di Arawn, per rubare il Calderone. Come comandante della truppa d'assalto viene designato il valoroso re Morgant di Madoc, mentre Gwydion assume la guida dell'unità che dovrà infiltrarsi di nascosto nel castello nemico. Con sé il figlio del Sommo Re porta anche Taran, il principe Ellidyr e Adaon, figlio del bardo Taliesin, affidando loro il compito di sorvegliare le vettovaglie. Taran ed Ellidyr sono contrariati da questo incarico, che li costringerà a stare lontani dai combattimenti e non porterà loro gloria, tanto più che fra di loro si trovano più che mai antipatici. Ellidyr infatti è un giovane prepotente e arrogante, che non perde occasione per maltrattare l'umile "assistente-guardiano dei maiali". Dallben cerca come può di confortare Taran, facendogli notare che in effetti il titolo nobiliare è l'unica cosa di cui Ellidyr possa vantarsi, essendo il figlio più giovane di un re minore, con scarsissime prospettive di ottenere una fetta dell'eredità.
La missione in Annuvin intanto non va come sperato, infatti, penetrati nel territorio nemico, gli uomini di Prydain scoprono che Arawn non si trova più in possesso del Calderone. Mentre Ellidyr decide di continuare la ricerca per conto proprio e Adaon verrà ucciso in uno scontro con i Cacciatori di Arawn, Taran rincontra i suoi amici Eilonwy, Gurgi, Fflewddur Flam e Doli, e assieme a loro raggiunge un avamposto del Popolo Fatato. Ivi fanno la conoscenza di Gwystyl e del suo corvo Kaw, dai quali apprendono che il Calderone Nero si trovi ora nelle mani di Orddu, Orwen e Orgoch, tre streghe che abitano nella brughiera di Morva. Giunti dalle tre streghe, queste si mostrano abbastanza gentili, per stima nei confronti del "giovane" Dallben (il mentore e tutore di Taran), e spiegano di essere le proprietarie originarie dell'artefatto magico, che hanno prestato in passato ad Arawn dietro il pagamento di un lauto prezzo, ma che si sono riprese perché lui lo sfruttava per fini malvagi. Accettano di cedere il Calderone ai protagonisti, ma non gratuitamente: Taran dovrà consegnargli in cambio la spilla magica che gli aveva lasciato Adaon in punto di morte. Inoltre le streghe gli rivelano che l'unico modo per distruggere il Calderone sia il sacrificio spontaneo di un uomo vivo, che dovrà entrare nel Calderone stesso.
Sulla via del ritorno, Taran e i suoi compagni arrivano al fiume Tevyn, dove sono costretti a chiedere l'aiuto di Ellidyr, rincontrato per caso, per trasportare il Calderone. Ma nonostante Taran accetti, in cambio dell'aiuto del principe, di rinunciare a qualsiasi rivendicazione di merito per il ritrovamento del Calderone, Ellidyr è accecato dalla gelosia nei confronti del successo del ragazzo e si impadronisce dell'artefatto magico con la forza, per consegnarlo da solo a Gwydion. Ma all'accampamento dei guerrieri di Prydain, Ellidyr cade a sua volta vittima di un tradimento: re Morgant lo imprigiona e gli sottrae il Calderone, intenzionato a crearsi un'armata di non-morti come quella di Arawn, per soggiogare la terra. Con l'aiuto di Doli, Taran e i suoi riescono a fuggire, mentre Ellidyr, pentito degli errori commessi, si getta nel Calderone, il quale si distrugge assieme a lui. Morgant cade in combattimento contro i guerrieri di re Smoit e di Gwydion.
La storia si conclude con Taran e i suoi amici che fanno ritorno a Caer Dallben.

## Fonti
Al pari di molti altri temi trattati nella saga di Prydain, quello del paiolo magico è tratto dalla mitologia celtica. Nello specifico, nella raccolta di leggende del Mabinogion, cui Lloyd Alexander si ispirò fortemente, ne compaiono diversi, riconducibili fondamentalmente a tre tipologie: quello col potere di produrre cibi preziosi all'infinito, quello posseduto dagli abitanti del Sidhe, quello con la capacità di curare le ferite e riportare in vita i morti.